# Diapterobates notatus
Diapterobates notatus är en kvalsterart som först beskrevs av Tord Tamerlan Teodor Thorell 1871.  Diapterobates notatus ingår i släktet Diapterobates och familjen Humerobatidae. Inga underarter finns listade i Catalogue of Life.